# Ambler (rivière)
Pour les articles homonymes, voir Ambler.
La rivière Ambler est un cours d'eau d'Alaska, aux États-Unis situé dans le borough de Northwest Arctic. C'est un affluent de la rivière Kobuk.

## Description
Longue de 75 milles (121 km), elle prend sa source dans les montagnes Schwatka au col Nakmaktuak et coule en direction du  sud-ouest pour rejoindre la rivière Kobuk dans la chaîne Brooks.
Elle a été nommée ainsi en 1890 par le lieutenant Stoney, de l'U.S. Navy, en souvenir du docteur James Ambler, chirurgien sur la Jeannette, navire disparu en 1881 dans le delta de la rivière Lena.